# Hysterium adinae
Hysterium adinae är en svampart som beskrevs av R.K. Verma, N. Sharma & Soni 2008. Hysterium adinae ingår i släktet Hysterium och familjen Hysteriaceae.   Inga underarter finns listade i Catalogue of Life.